# マイクル・コナリー
マイクル・コナリー（Michael Connelly、1956年7月21日-）は、フィラデルフィア出身のアメリカの探偵・犯罪小説家・テレビ脚本家である。日本ではハードボイルド派小説家に分類されることが多い。
クリントン元米大統領などの支持もあり、米国以外の国でも人気を得ているが、人気によって版権料も高くなり、日本では彼の作品の翻訳権を巡っていくつかの出版社からの発刊にまたがる結果となっている。

## 若齢期
ペンシルベニア州フィラデルフィアで、不動産開発会社のW・マイケル・コナリーと、主婦のメアリー・コナリーの次男として生まれた。コナリーによると、父親は挫折した芸術家であり、子供たちに人生の成功を望むよう励まし、キャリアを追求するために成功と失敗を交互に繰り返すリスクテイカーであったという。母親はミステリー小説のファンで、息子に推理小説の世界を紹介した。
12歳のとき、家族とともにフィラデルフィアからフロリダ州のフォートローダーデールに移り、セント・トーマス・アクィナス高校に入学した。16歳のとき、ホテルの皿洗いの仕事から帰る途中、男が生け垣に物を投げ入れるのを目撃し、近寄って調べてみると、それはシャツに包まれた銃だった。銃を戻した後、彼はその男を追ってバーへ行き、その後、父親に報告するために家に帰った。その夜、コナリーは警察をバーに連れて行ったが、男はすでにいなくなっていた。この出来事で彼は警察官の世界とその生活に触れ、その仕事ぶりに感銘を受けた。
コナリーは、父親が早くから選んでいた建築の仕事を継ぐつもりで、フロリダ大学ゲインズビル校のリンカー建築学部で建築管理を学び始めた。予想以上に低い成績だったコナリーは、ロバート・アルトマンの映画『長いお別れ』（1973年）を見に行った。レイモンド・チャンドラーの同名小説（1953年）を原作とするこの映画を見て、コナリーは推理作家になりたいと思うようになった。そして、フロリダ大学ジャーナリズムコミュニケーション学部に編入し、ジャーナリズムを専攻し、クリエイティブ・ライティングを副専攻することにした。

## 略歴
大学卒業後は、フロリダで新聞記者となり、複数の新聞において、主として警察及び犯罪事件を担当する。当時、南フロリダ地区は、いわゆる「コカイン戦争」の真っ只中であり、コナリーはその犯罪と警察について記事を書き続けた。
1985～6年、コナリーは他の記者2名とともに、デルタ航空191便墜落事故からの生還者達にインタビューを行い、このレポートは雑誌に発表され、また、ピューリツァー賞候補にも推された。この報道により、コナリーはジャーナリストとしての地位を高め、ロサンゼルス・タイムス社の犯罪担当記者となり、大学生時代に憧れたチャンドラーが描いた街に赴くこととなった。
ロサンゼルスで3年間の犯罪記者経験の後、ロサンゼルス市警察（LAPD）の刑事ヒエロニムス（ハリー）・ボッシュを主人公とした小説を書き始める。1992年、シリーズ第1作となる“The Black Echo”（邦題『ナイトホークス』）を発表。実際にロサンゼルスで起きた事件を一部に題材として描いた本作は、初版わずか15,000部、しかも全米で一切新聞広告の露出がなかったにもかかわらず、各書評で非常に高い評価を得て、更には同年度、アメリカ探偵作家クラブのエドガー賞 処女長編賞を獲得した。
コナリーの小説は、現在までに35か国で翻訳されている。2003-2004年には、アメリカ探偵作家クラブ(MWA)の会長を務めた。現在は、夫人、愛娘と共に、フロリダ在住。FOXで放送されている『キャッスル 〜ミステリー作家は事件がお好き』にて、主人公の大先輩としてデニス・ルヘインとともにカメオ出演している。
『ハリー・ボッシュ・シリーズ』に基づいてテレビドラマ化された『BOSCH/ボッシュ』、および『ボッシュ: 受け継がれるもの』では製作総指揮を務めるとともに、複数のエピソードの脚本を書いている。

## 作品リスト
- 各作品は、作品毎に提示された事件や謎が解決されるという意味では一話で完結するが、主人公が同一のシリーズ物として緩く繋がっており、過去作で語られた主人公の立場や人間関係などは以降の作品において既知の設定として引き継がれていく。
- 各シリーズ間にも繋がりがあり、あるシリーズの主人公や登場人物が別のシリーズの作品に登場することがある[3]。詳細は、下記の発表順小説リストの登場人物を参照。

### 刑事 "ハリー・ボッシュ" シリーズ
- The Black Echo (1992)
  - 『ナイトホークス』（古沢嘉通訳：扶桑社ミステリー 上巻：ISBN 4-594-01041-5 / 下巻：ISBN 4-594-01046-6）
- The Black Ice (1993)
  - 『ブラック・アイス』（古沢嘉通訳：扶桑社ミステリー ISBN 4-594-01417-8）
- The Concrete Blonde (1994)
  - 『ブラック・ハート』（古沢嘉通訳：扶桑社ミステリー 上巻：ISBN 4-594-01818-1 / 下巻：ISBN 4-594-01819-X）
- The Last Coyote (1995)
  - 『ラスト・コヨーテ』（古沢嘉通訳：扶桑社ミステリー 上巻：ISBN 4-594-02000-3 / 下巻：ISBN 4-594-02001-1）
- Trunk Music (1997)
  - 『トランク・ミュージック』（古沢嘉通訳：扶桑社ミステリー 上巻：ISBN 4-594-02513-7 / 下巻：ISBN 4-594-02514-5）
- Angels Flight (1999)
  - 『堕天使は地獄へ飛ぶ』（古沢嘉通訳：扶桑社 ISBN 4-594-03262-1）
  - 『エンジェルズ・フライト』（改題）（古沢嘉通訳：扶桑社ミステリー 上巻：ISBN 4-594-05096-4 / 下巻：ISBN 4-594-05097-2）
- A Darkness More Than Night (2001) - 『わが心臓の痛み』の主人公テリー・マッケイレブも登場
  - 『夜より暗き闇』（古沢嘉通訳：講談社文庫 上巻：ISBN 4-06-273793-0 / 下巻：ISBN 4-06-273794-9）
- City of Bones (2002) 
  - 『シティ・オブ・ボーンズ』（古沢嘉通訳：早川書房 ISBN 4-15-208462-6 / ハヤカワ・ミステリ文庫 ISBN 4-15-175201-3）
- Lost Light (2003)
  - 『暗く聖なる夜』（古沢嘉通訳：講談社文庫 上巻：ISBN 4-06-275184-4 / 下巻：ISBN 4-06-275185-2）
- The Narrows (2004) - 記者 "ジャック・マカヴォイ" シリーズ『ザ・ポエット』の続編である[4]
  - 『天使と罪の街』（古沢嘉通訳：講談社文庫 上巻：ISBN 4-06-275476-2 / 下巻：ISBN 4-06-275493-2）
- The Closers (2005)
  - 『終決者たち』（古沢嘉通訳：講談社文庫 上巻：ISBN 978-4-06-275847-5 / 下巻：ISBN 978-4-06-275854-3）
- Echo Park (2006)
  - 『エコー・パーク』（古沢嘉通訳：講談社文庫 上巻：ISBN 978-4-06-276627-2 / 下巻：ISBN 978-4-06-276628-9）
- The Overlook (2007)
  - 『死角 オーバールック』（古沢嘉通訳：講談社文庫 ISBN 978-4-06-276850-4）
- Nine Dragons (2009) 
  - 『ナイン・ドラゴンズ』（古沢嘉通訳：講談社文庫 上巻：ISBN 978-4-06-277788-9 / 下巻：ISBN 978-4-06-277789-6）
- The Drop (2011)
  - 『転落の街』（古沢嘉通訳：講談社文庫 上巻：ISBN 978-4-06-293501-2 / 下巻：ISBN 978-4-06-293502-9）
- The Black Box (2012)
  - 『ブラックボックス』（古沢嘉通訳：講談社文庫 上巻：ISBN 978-4062936354 / 下巻：ISBN 978-4062936361）
- The Burning Room (2014)
  - 『燃える部屋』（古沢嘉通訳：講談社文庫 上巻：ISBN 978-4062938907 / 下巻：ISBN 978-4062938914）
- The Crossing (2015) 
  - 『贖罪の街』（古沢嘉通訳：講談社文庫 上巻：ISBN 978-4-06512308-9 /下巻：ISBN 978-4-06512309-6)
- The Wrong Side of Goodbye (2016) 
  - 『訣別』（古沢嘉通訳：講談社文庫 上巻：ISBN 978-4065123102 / 下巻：ISBN 978-4065123119）
- Two Kinds of Truth (2017)
  - 『汚名』（古沢嘉通訳：講談社文庫 上巻：ISBN 978-4-06-516952-0 / 下巻:ISBN 978-4-06-520629-4)

### 刑事弁護士 "ミッキー・ハラー" シリーズ
- The Lincoln Lawyer (2005) 
  - 『リンカーン弁護士』（古沢嘉通訳：講談社文庫 上巻：ISBN 978-4-06-276392-9 / 下巻：ISBN 978-4-06-276393-6）
- The Brass Verdict (2008)
  - 『真鍮の評決 リンカーン弁護士』（古沢嘉通訳：講談社文庫 上巻：ISBN 978-4062771245 / 下巻：ISBN 978-4062771252）
- The Reversal (2010)
  - 『判決破棄 リンカーン弁護士』（古沢嘉通訳：講談社文庫 上巻：ISBN 978-4062779760 / 下巻：ISBN 978-4062779777）
- The Fifth Witness (2011)
  - 『証言拒否 リンカーン弁護士』（古沢嘉通訳：講談社文庫 上巻：ISBN 978-4062933209 / 下巻：ISBN 978-4062933216）
- The Gods of Guilt (2013)
  - 『罪責の神々 リンカーン弁護士』（古沢嘉通訳：講談社文庫 上巻：ISBN 978-4062937764 / 下巻：ISBN 978-4062937771）
- The Law Of Innocence (2020)
  - 『潔白の法則 リンカーン弁護士』（古沢嘉通訳：講談社文庫 上巻：ISBN 978-4065249888 / 下巻：ISBN 978-4065283042）
- Resurrection Walk (2023)
  - 『復活の歩み リンカーン弁護士』（古沢嘉通訳：講談社文庫 上巻：ISBN 978-4065360163 / 下巻：ISBN 978-4065360170）

### 記者 "ジャック・マカヴォイ" シリーズ
ジャック・マカヴォイはデンヴァーの新聞「ロッキー・マウンテン・ニューズ」の記者。殺人事件を詳細に取材したコラムを担当している。(その後転職して『スケアクロウ』 ではLAタイムズの記者、『警告』では消費者問題を扱うニュース・サイト「フェアウォーニング」の記者になっている。）
- The Poet (1996)
  - 『ザ・ポエット』（古沢嘉通訳：扶桑社ミステリー 上巻：ISBN 4-594-02363-0 / 下巻：ISBN 4-594-02364-9）
  - あらすじ：ジャックの双子の兄で警官のショーンが死体で発見される。状況は自殺のように見えるが納得がいかないジャックは事件を調べ始める。そして連続殺人事件の手がかりを見つけ、FBIの捜査に同行して犯人を探す。
  - 大部分は主人公ジャックの一人称形式で記述されているが、時折グラッデンの行動が三人称で記述される章が織り込まれている。
  - 本作で登場したFBI捜査官レイチェル・ウォリングは、その後ハリー・ボッシュ・シリーズに何回か描かれている。
  - 本作は、1997年にアンソニー賞、ネロ・ウルフ賞、ディリス賞を受賞した。
  - ハリー・ボッシュ・シリーズの『天使と罪の街』(2004)は本作の続編に当たる。
  - コナリーの小説世界においては本作は実際にマカヴォイが執筆して出版された書籍であるとされており、前述『天使と罪の街』の中でレイチェルが本書を読んでいたり、『スケアクロウ』の捜査の中でも発見される。
  - 主な登場人物
    - ショーン・マカヴォイ：ジャックの双子の兄、デンヴァー市警殺人課の刑事
    - グレッグ・グレン：ジャックの上司
    - マイクル・ウォレン：法執行財団の広報官、元新聞記者
    - レイチェル・ウォリング：FBI捜査官
    - ゴードン・トースン：FBI捜査官
    - ボブ・バッカス：レイチェルの上司、捜査チームのボス
    - ウィリアム・グラッデン：子どもの写真を撮る男
- Scarecrow (2009)
  - 『スケアクロウ』（古沢嘉通訳：講談社文庫 上巻：ISBN  978-4-06-277465-9 / 下巻：ISBN 978-4-06-277466-6）
- Fair Warning (2020)
  - 『警告』（古沢嘉通訳：講談社文庫）

### 女性刑事 "レネイ・バラード" シリーズ
- The Late Show (2017)
  - 『レイトショー』（古沢嘉通訳：講談社文庫）
- Dark Sacred Night (2018)  - 刑事 "ハリー・ボッシュ" シリーズでもある
  - 『素晴らしき世界』（古沢嘉通訳：講談社文庫)
- The Night Fire (2019)  - 刑事 "ハリー・ボッシュ" シリーズでもある
  - 『鬼火』（古沢嘉通訳：講談社文庫)
- The Dark Hours (2021)  -- 刑事 "ハリー・ボッシュ" シリーズでもある
  - 『ダーク・アワーズ』（古沢嘉通訳：講談社文庫 上巻：ISBN 978-4065299128 / 下巻：ISBN 978-4065302262)
- Desert Star(2022) -- 刑事 "ハリー・ボッシュ" シリーズでもある
  - 『正義の弧』（古沢嘉通訳：講談社文庫 上巻：ISBN 978-4065318607 / 下巻：ISBN 978-4065318614)
- The Waiting(2024) -- 刑事 "ハリー・ボッシュ" シリーズでもある

### ノン・シリーズ
- Blood Work (1998) - 元FBI捜査官テリー・マッケイレブが主人公
  - 『わが心臓の痛み』（古沢嘉通訳：扶桑社 ISBN 4-594-02902-7 / 扶桑社ミステリー 上巻：ISBN 4-594-03802-6 / 下巻：ISBN 4-594-03803-4）
  - 後述の映画『ブラッド・ワーク』の原作。
- Void Moon (2000) - 元窃盗犯の女性キャシー・ブラックが主人公
  - 『バッドラック・ムーン』（木村二郎訳：講談社文庫 上巻：ISBN 4-06-273222-X / 下巻：ISBN 4-06-273223-8）
- Chasing The Dime (2002) - ベンチャー企業代表ヘンリー・ピアスが主人公
  - 『チェイシング・リリー』（古沢嘉通・三角和代訳：早川書房 ISBN 4-15-208510-X / ハヤカワ・ミステリ文庫 ISBN 978-4-15-175202-5）

### ノン・フィクション
- Crime Beat: True Crime Reports Of Cops And Killers (2006)

### 発表順小説リスト
| #  | 邦題                                       | 原題                       | 出版年 | 出版年         | 訳者                 | 出版社                   | 登場人物            |
| -- | ------------------------------------------ | -------------------------- | ------ | -------------- | -------------------- | ------------------------ | ------------------- |
| 1  | ナイトホークス                             | The Black Echo             | 1992年 | 1992年         | 古沢 嘉通            | 扶桑社ミステリー         | HB                  |
| 2  | ブラック・アイス                           | The Black Ice              | 1993年 | 1994年         | 古沢 嘉通            | 扶桑社ミステリー         | HB                  |
| 3  | ブラック・ハート                           | The Concrete Blonde        | 1994年 | 1995年         | 古沢 嘉通            | 扶桑社ミステリー         | HB                  |
| 4  | ラスト・コヨーテ                           | The Last Coyote            | 1995年 | 1996年         | 古沢 嘉通            | 扶桑社ミステリー         | HB                  |
| 5  | ザ・ポエット                               | The Poet                   | 1996年 | 1997年         | 古沢 嘉通            | 扶桑社ミステリー         | JM,RW               |
| 6  | トランク・ミュージック                     | Trunk Music                | 1997年 | 1998年         | 古沢 嘉通            | 扶桑社ミステリー         | HB                  |
| 7  | わが心臓の痛み                             | Blood Work                 | 1998年 | 2002年         | 古沢 嘉通            | 扶桑社ミステリー         | TM                  |
| 8  | 堕天使は地獄へ飛ぶ／エンジェルズ・フライト | Angels Flight              | 1999年 | 2001年／2006年 | 古沢 嘉通            | 扶桑社／扶桑社ミステリー | HB                  |
| 9  | バッドラック・ムーン                       | Void Moon                  | 2000年 | 2001年         | 木村 二郎            | 講談社文庫               | CB                  |
| 10 | 夜より暗き闇                               | A Darkness More Than Night | 2001年 | 2003年         | 古沢 嘉通            | 講談社文庫               | HB,TM,JM(わずか)    |
| 11 | シティ・オブ・ボーンズ                     | City Of Bones              | 2002年 | 2005年         | 古沢 嘉通            | ハヤカワ・ミステリ文庫   | HB                  |
| 12 | チェイシング・リリー                       | Chasing The Dime           | 2002年 | 2007年         | 古沢 嘉通, 三角 和代 | ハヤカワ・ミステリ文庫   | HP                  |
| 13 | 暗く聖なる夜                               | Lost Light                 | 2003年 | 2005年         | 古沢 嘉通            | 講談社文庫               | HB                  |
| 14 | 天使と罪の街                               | The Narrows                | 2004年 | 2006年         | 古沢 嘉通            | 講談社文庫               | HB,RW,TM,CB(わずか) |
| 15 | 終決者たち                                 | The Closers                | 2005年 | 2007年         | 古沢 嘉通            | 講談社文庫               | HB                  |
| 16 | リンカーン弁護士                           | The Lincoln Lawyer         | 2005年 | 2009年         | 古沢 嘉通            | 講談社文庫               | MH                  |
| 17 | エコー・パーク                             | Echo Park                  | 2006年 | 2010年         | 古沢 嘉通            | 講談社文庫               | HB,RW               |
| 18 | 死角 オーバールック                        | The Overlook               | 2007年 | 2010年         | 古沢 嘉通            | 講談社文庫               | HB,RW               |
| 19 | 真鍮の評決 リンカーン弁護士                | The Brass Verdict          | 2008年 | 2012年         | 古沢 嘉通            | 講談社文庫               | MH,HB,JM(わずか)    |
| 20 | スケアクロウ                               | The Scarecrow              | 2009年 | 2013年         | 古沢 嘉通            | 講談社文庫               | JM,RW               |
| 21 | ナイン・ドラゴンズ                         | Nine Dragons               | 2009年 | 2014年         | 古沢 嘉通            | 講談社文庫               | HB,MH               |
| 22 | 判決破棄 リンカーン弁護士                  | The Reversal               | 2010年 | 2014年         | 古沢 嘉通            | 講談社文庫               | MH,HB,RW(わずか)    |
| 23 | 証言拒否 リンカーン弁護士                  | The Fifth Witness          | 2011年 | 2016年         | 古沢 嘉通            | 講談社文庫               | MH,HB(わずか)       |
| 24 | 転落の街                                   | The Drop                   | 2011年 | 2016年         | 古沢 嘉通            | 講談社文庫               | HB                  |
| 25 | ブラックボックス                           | The Black Box              | 2012年 | 2017年         | 古沢 嘉通            | 講談社文庫               | HB,RW(わずか)       |
| 26 | 罪責の神々 リンカーン弁護士                | The Gods of Guilt          | 2013年 | 2017年         | 古沢 嘉通            | 講談社文庫               | MH,HB(わずか)       |
| 27 | 燃える部屋                                 | The Burning Room           | 2014年 | 2018年         | 古沢 嘉通            | 講談社文庫               | HB,RW(わずか)       |
| 28 | 贖罪の街                                   | The Crossing               | 2015年 | 2018年         | 古沢 嘉通            | 講談社文庫               | HB,MH               |
| 29 | 訣別                                       | The Wrong Side of Goodbye  | 2016年 | 2019年         | 古沢 嘉通            | 講談社文庫               | HB,MH               |
| 30 | レイトショー                               | The Late Show              | 2017年 | 2020年         | 古沢 嘉通            | 講談社文庫               | RB                  |
| 31 | 汚名                                       | Two Kinds of Truth         | 2017年 | 2020年         | 古沢 嘉通            | 講談社文庫               | HB,MH               |
| 32 | 素晴らしき世界                             | Dark Sacred Night          | 2018年 | 2020年         | 古沢 嘉通            | 講談社文庫               | RB,HB               |
| 33 | 鬼火                                       | The Night Fire             | 2019年 | 2021年         | 古沢 嘉通            | 講談社文庫               | RB,HB,MH            |
| 34 | 警告                                       | Fair Warning               | 2020年 | 2021年         | 古沢 嘉通            | 講談社文庫               | JM,RW               |
| 35 | 潔白の法則 リンカーン弁護士                | The Law Of Innocence       | 2020年 | 2022年         | 古沢 嘉通            | 講談社文庫               | MH,HB               |
| 36 | ダーク・アワーズ                           | The Dark Hours             | 2021年 | 2022年         | 古沢 嘉通            | 講談社文庫               | RB,HB               |
| 37 | 正義の弧                                   | Desert Star                | 2022年 | 2023年         | 古沢 嘉通            | 講談社文庫               | RB,HB,MH(わずか)    |
| 38 | 復活の歩み リンカーン弁護士                | Resurrection Walk          | 2023年 | 2024年         | 古沢 嘉通            | 講談社文庫               | MH,HB,RB(わずか)    |
| 39 |                                            | The Waiting                | 2024年 |                |                      |                          | RB,HB               |
| 40 |                                            | Nightshade                 | 2025年 |                |                      |                          | S                   |
| 41 |                                            | The Proving Ground         | 2025年 |                |                      |                          | MH,JM               |

登場人物　HB: 刑事ハリー・ボッシュ、MH: 弁護士ミッキー・ハラー、JM: 記者ジャック・マカヴォイ、RW: FBI捜査官レイチェル・ウォリング、TM: 元FBI捜査官テリー・マッケイレブ、CB: キャシー・ブラック、HP: ヘンリー・ピアス、RB: 女性刑事レネイ・バラード、S: LA郡保安官事務所刑事スティルウェル

### 短編
| #  | 邦題                     | 原題 | 収録書                                                  | 出版社                      | 出版年 | 出版年 | ISBN, EAN              | 訳者             | 主要登場人物 |
| #  | 邦題                     | 備考 | 備考                                                    | 備考                        | 備考   | 備考   | 備考                   | 備考             | 備考         |
| -- | ------------------------ | --- | ------------------------------------------------------- | --------------------------- | ------ | ------ | ---------------------- | ---------------- | ------------ |
| 1  | 二塁打                   | Two-Bagger | ミステリマガジン2002年2月号                             | 早川書房                    | 2001   | 2002   |                        | 古沢嘉通         |              |
| 1  | 二塁打                   | Two-Bagger | ベスト・アメリカン・ミステリ／ハーレム・ノクターン      | ハヤカワ・ミステリ 1768     | 2001   | 2002   | ISBN 4-15-001768-9     | 古沢嘉通         |              |
| 1  | 二塁打                   | 原著は野球ミステリ・アンソロジー『Murders’ Row』に書き下ろされた。出所したての麻薬密造人を二人の刑事が尾行し、大リーグLAドジャースが試合中の球場で起きる事件。                                                                 |                                                         |                             |        |        |                        |                  |              |
| 2  | （未訳）                 | Cahoots |                                                         |                             | 2002   |        |                        |                  |              |
| 3  | 真夜中を過ぎて           | After Midnight | ミステリマガジン 2010年 7月号                           | 早川書房                    | 2003   | 2010   |                        | 古沢嘉通         |              |
| 3  | 真夜中を過ぎて           | 男が茂みに拳銃を隠すところを目撃した少年の話。マイクル・コナリー自身の体験に基づいて書かれた。原著はミステリ・アンソロジー Men From Boys に収録。                                                                              |                                                         |                             |        |        |                        |                  |              |
| 4  | クリスマス・イーヴン     | Christmas Even | ミステリマガジン2003年2月号                             | 早川書房                    | 2004   | 2003   |                        | 古沢嘉通         | HB           |
| 4  | クリスマス・イーヴン     | 原著は Angle of Investigation: Three Harry Bosch Short Stories (2011)に収録。 |                                                         |                             |        |        |                        |                  |              |
| 5  | 空の青(シエロ・アズール) | Cielo Azul | ジャーロ No.5                                           | 光文社                      | 2005   | 2001   |                        | 宮脇孝雄         | HB, TM       |
| 5  | 空の青(シエロ・アズール) | シエロ・アズールの事件は長編『夜より暗き闇』で言及される。原著は Suicide Run: Three Harry Bosch Short Stories (2011)に収録。                                                                                                   |                                                         |                             |        |        |                        |                  |              |
| 6  | （未訳）                 | The Safe Man |                                                         |                             | 2005   |        |                        |                  |              |
| 7  | 捜査の切り口             | Angle of Investigation | ミステリマガジン 2010年 7月号                           | 早川書房                    | 2005   | 2010   |                        | 古沢嘉通         | HB           |
| 7  | 捜査の切り口             | 原著はAngle of Investigation: Three Harry Bosch Short Stories (2011)に収録。 |                                                         |                             |        |        |                        |                  |              |
| 8  | マルホランド・ダイブ     | Mulholland Dive | ミステリマガジン 2010年 7月号                           | 早川書房                    | 2007   | 2010   |                        | 古沢嘉通         |              |
| 8  | マルホランド・ダイブ     | Mulholland Dive | 18の罪 -現代ミステリ傑作選                              | ヴィレッジブックス          | 2007   | 2012   |                        | 古沢嘉通         |              |
| 8  | マルホランド・ダイブ     | 交通事故鑑定人が主人公。運転中に崖から転落死した資産家の案件調査を依頼された彼は、これが事故であったと結論づけるが、実はこれには裏があった。原著はロサンゼルスを舞台にしたミステリを集めた短編集 Los Angeles Noir などに収録。 |                                                         |                             |        |        |                        |                  |              |
| 9  | 自殺事案                 | Suicide Run | ミステリマガジン 2010年 12月号                          | 早川書房                    | 2007   | 2010   | EAN 4910084391207      | 古沢嘉通         | HB           |
| 9  | 自殺事案                 | 原著は Suicide Run: Three Harry Bosch Short Stories (2011)に収録。 |                                                         |                             |        |        |                        |                  |              |
| 10 | 1ドルのジャックポット    | One Dollar Jackpot | ポーカーはやめられない ポーカー・ミステリ書下ろし傑作選 | ランダムハウス講談社文庫    | 2007   | 2010   | ISBN 978-4-27010342-5  | 田口俊樹         | HB           |
| 10 | 1ドルのジャックポット    | 原著は Suicide Run: Three Harry Bosch Short Stories (2011)に収録。 |                                                         |                             |        |        |                        |                  |              |
| 11 | 父の日                   | Father's Day | ミステリマガジン 2010年 7月号                           | 早川書房                    | 2008   | 2010   |                        | 古沢嘉通         | HB           |
| 11 | 父の日                   | Father's Day | ベスト・アメリカン・短編ミステリ                        | ディーエイチシー            | 2008   | 2010   | ISBN 978-4-88724508-2  | 山下麻貴         | HB           |
| 11 | 父の日                   | 原著は Angle of Investigation: Three Harry Bosch Short Stories (2011)に収録。 |                                                         |                             |        |        |                        |                  |              |
| 12 | ちかみち                 | Short Cut | ミステリマガジン 2010年 7月号                           | 早川書房                    | 2009   | 2010   |                        | ふるさわよしみち |              |
| 12 | ちかみち                 | 子供向けの超短編。原著は小学校高学年向けのホラー・アンソロジーHalf-Minute Horrorsに収録された。トンネルに入っていく恐怖を描いている。                                                                                          |                                                         |                             |        |        |                        |                  |              |
| 13 | （未訳）                 | Blue on Black |                                                         |                             | 2010   |        |                        |                  | HB, RW       |
| 13 | （未訳）                 | 原著は、釣りを題材にしたミステリ・アンソロジー『Hook, Line & Sinister: Mysteries to Reel You In』に収録されている。 |                                                         |                             |        |        |                        |                  |              |
| 14 | （未訳）                 | The Perfect Triangle |                                                         |                             | 2010   |        |                        |                  | MH           |
| 15 | （未訳）                 | Blood Washes Off |                                                         |                             | 2011   |        |                        |                  | HB           |
| 16 | （未訳）                 | 'Homicide Special |                                                         |                             | 2011   |        |                        |                  | HB           |
| 17 | 細かな赤い霧             | A Fine Mist of Blood | ベスト・アメリカン・短編ミステリ 2014                   | ディーエイチシー            | 2012   | 2015   | ISBN 978-4-88724559-4  | 日向りょう       | HB           |
| 18 | （未訳）                 | Switchblade |                                                         |                             | 2014   |        |                        |                  | HB           |
| 19 | レッド・アイ             | Red Eye | フェイス・オフ 対決                                     | 集英社文庫                  | 2014   | 2015   | ISBN 978-4-08-760711-6 | 田口俊樹         | HB           |
| 19 | レッド・アイ             | 原著は人気キャラクターを有するミステリ作家2名を組み合わせて共作させた作品を収録したアンソロジー『FaceOff』に収録されている。デニス・ルヘインとの共著であり、彼のキャラクターである探偵パトリック・ケンジーも登場する。         |                                                         |                             |        |        |                        |                  |              |
| 20 | （未訳）                 | The Crooked Man |                                                         |                             | 2014   |        |                        |                  | HB           |
| 21 | （未訳）                 | Burnt Matches |                                                         |                             | 2016   |        |                        |                  | MH           |
| 22 | 夜鷹 ナイトホークス      | Nighthawks | 短編画廊 絵から生まれた17の物語                         | ハーパーコリンズ・ ジャパン | 2016   | 2019   | ISBN 978-4-59655209-9  | 古沢嘉通         | HB           |
| 23 | 第三のパネル             | The Third Panel | 短編回廊 アートから生まれた17の物語                     | ハーパーコリンズ・ ジャパン | 2017   | 2021   | ISBN 978-4596552150    | 古沢嘉通         |              |
| 24 | （未訳）                 | The Guardian |                                                         |                             | 2020   |        |                        |                  | HB           |
| 25 | （未訳）                 | Avalon |                                                         |                             | 2021   |        |                        |                  |              |

### 評論・エッセイ
| # | 邦題 | 原題 | 収録書                       | 出版社   | 出版年 | 出版年 | ISBN, EAN         | 訳者       | 備考 |
| - | --- | ---- | ---------------------------- | -------- | ------ | ------ | ----------------- | ---------- | ---- |
| 1 | マイクル・コナリーのチャンドラー論 |      | ミステリマガジン1999年3月号  | 早川書房 |        | 1999   |                   | 門倉洸太郎 |      |
| 2 | '犬の捕獲人'としての存在 |      | ミステリマガジン2003年2月号  | 早川書房 |        | 2003   |                   | 古沢嘉通   |      |
| 3 | 人物造形 |      | ミステリマガジン2008年11月号 | 早川書房 | 2002   | 2008   | EAN 4910084391184 | 古沢嘉通   |      |
| 3 | 原著はアメリカ探偵作家クラブ編の『Writing Mysteries: A Handbook by the Mystery Writers of America』(ISBN 978-1582971452)に書き下ろされたもので、小説における登場人物の造形の重要性や、人物の人となりを徒に説明を多くすることなく心の葛藤や印象的な描写で浮き彫りにすることなどについて、ハリー・ボッシュ・シリーズの例を引き合いに解説している。 |      |                              |          |        |        |                   |            |      |
| 4 | ヒエロニムス・ボッシュ |      | ミステリマガジン2010年7月号  | 早川書房 |        | 2010   |                   | 三角和代   |      |

## 受賞歴
- 『ナイトホークス』 The Black Echo （デビュー作）
  - 1993年度エドガー賞 処女長編賞
- 『ラスト・コヨーテ』The Last Coyote
  - 1996年度ディリス賞
- 『ザ・ポエット』 The Poet
  - 1997年度アンソニー賞
  - 1997年度ネロ・ウルフ賞
- 『トランク・ミュージック』Trunk Music
  - 1998年度バリー賞
- 『わが心臓の痛み』 Blood Work
  - 1999年度アンソニー賞
  - 1999年度マカヴィティ賞（国際ミステリ愛好家クラブ主催）
  - 2000年度ドイツ・ミステリ大賞翻訳作品部門受賞（第3位）
- 『エンジェルズ・フライト』（『堕天使は地獄へ飛ぶ』） Angel's flight
  - 2001年度ドイツ・ミステリ大賞翻訳作品部門受賞（第2位）
- 『シティ・オブ・ボーンズ』 City of Bones
  - 2003年度アンソニー賞
- 『リンカーン弁護士』 The Lincoln Lawyer
  - 2006年度マカヴィティ賞
  - 2006年度シェイマス賞最優秀長篇賞（アメリカ私立探偵作家クラブ主催）

なお、『暗く聖なる夜』（原題：Lost Light ）では、デビュー（新人賞受賞）後10年の節目にあって、2004年度エドガー賞 長編賞の受賞を本命視されていたが、作者自身が主催のMWAの会長職の立場にあったことを理由にノミネートを辞退している。ちなみに本賞受賞に関しては、上記2004年度（受賞：イアン・ランキン 『甦る男』、他の対立候補に桐野夏生 『OUT』）の他、1999年『わが心臓の痛み』（受賞：ロバート・クラーク『記憶なき殺人』）、2003年『シティ・オブ・ボーンズ』（受賞：S・J・ローザン 『冬そして夜』）、2006年『リンカーン弁護士』（受賞：ジェス・ウォルター『市民ヴィンス』）が受賞候補としてノミネートされた（「エドガー賞 長編賞」参照）。
2023年にはアメリカ探偵作家クラブの巨匠賞（Grand Masters）に選出された。

## 映画化
- 『ブラッド・ワーク』Blood Work（2002年・ワーナー・ブラザース配給）製作・監督・主演：クリント・イーストウッド
  - 前述の『わが心臓の痛み』を原作とし、元FBI心理分析官テリー・マッケイレブが主人公。
  - 後に出版されたハリー・ボッシュ・シリーズ『天使と罪の街』の中では、（この小説の中では実在の人物である）テリーを主人公とした映画がクリント・イーストウッド主演で製作されたことが言及されており、「イーストウッドはテリーより二十歳は年上だったのだが。映画はひいき目に言っても、ささやかな成功しかおさめられなかったが、そのおかげで、全米の新聞に死亡記事が載るくらいの知名度がテリーにはそなわっていた。」と書かれている[9]。
- 『リンカーン弁護士』The Lincoln Lawyer（2011年・ライオンズゲート配給）監督：ブラッド・ファーマン、主演：マシュー・マコノヒー
  - 原作が出版される半年前に映画化権が売れていた。
- その他、“The Black Echo”、“The Black Ice”、“The Poet”、“Void Moon”などの映画化権も売れており、脚色化されてはいる（“Void Moon”についてはコナリー自身の脚色、映画化権はワーナー・ブラザース）が、実際の映画化は未定である。
- コナリーがイメージしているボッシュ像は、『ブリット』に主演した頃のスティーヴ・マックイーンだということである。

## ドラマ化
- 『BOSCH/ボッシュ』Bosch（2014年 - 2021年　Amazonプライム・ビデオ配信）主演：タイタス・ウェリヴァー。 コナリーは製作総指揮および脚本家として参加している。
- 『リンカーン弁護士』 The Lincoln Lawyer （2022年-　Netflix配信）主演：マヌエル・ガルシア＝ルルフォ。コナリーは製作総指揮および脚本家として参加している。
- 『ボッシュ: 受け継がれるもの』Bosch: Legacy（2022年-　Amazon Freevee配信）主演：タイタス・ウェリヴァー。コナリーは製作総指揮および脚本家として参加している。